# 대구가톨릭대학교병원
대구가톨릭대학교병원(Daegu Catholic University Medical Center, 大邱가톨릭大學校病院)은 대구광역시 남구 두류공원로17길 33에 있는 대구가톨릭대학교 부속 종합병원이다.

## 역사
- 1980년 7월 19일 의료기관 개설허가 (13개 과목, 181개 병상)
- 1980년 8년 7월 병원 건물 준공
- 1980년 8월 12일 병원 개원
- 1982년 11월 17일 별관 병동 신축
- 1983년 6월 28일 A병동 건물 증축
- 1983년 11월 11일 성주분원 개원
- 1984년 10월 15일 관리동 신축
- 1985년 6월 10일 별관병동 증축
- 1988년 5월 7일 논공가톨릭병원 개원
- 1989년 7월 8일 A병동 증축
- 1990년 3월 1일 논공가톨릭병원 운영관리를 대구정신병원에 이관
- 1990년 10월 16일 학교법인 선목학원 대구가톨릭대학에 의학과 신설
- 1991년 6월 13일 가톨릭병원을 학교법인 선목학원 대구가톨릭대학에 부속병원으로 증여
- 1991년 7월 31일 대구가톨릭대학교병원으로 명칭 변경
- 1993년 3월 1일 대구가톨릭대학 -> '대구가톨릭대학교'로 교명변경
- 1993년 9월 3일 의과대학, 관리동 증축
- 1995년 3월 1일 대구가톨릭대학교와 효성여자대학교 통합, '대구효성가톨릭대학교' 교명 변경
- 1995년 4월 30일 성주분원 폐쇄
- 1996년 A병동 병동 준공
- 1997년 2월 27일 의과대학 연구동 착공
- 1997년 4월 16일 B병동 A동 증.개축 완공
- 1997년 4월 24일 장례식장 개설
- 1997년 8월 30일 B병동 B동 개축완공
- 1998년 2월 28일 의과대학 간호학과동 준공
- 2002년 12월 23일 B동 8층 교수연구동 준공